# Trzmielojad (zwyczajny)
Trzmielojad (zwyczajny), pszczołojad (Pernis apivorus) – gatunek dużego, wędrownego ptaka drapieżnego z rodziny jastrzębiowatych (Accipitridae). Nie wyróżnia się podgatunków.

## Występowanie
Zamieszkuje niemal całą Europę (oprócz północnej Skandynawii i większej części Wysp Brytyjskich) oraz Azję, od zachodu po środkową Syberię. Odbywa wyjątkowo długie wędrówki, jak na europejskie ptaki szponiaste. Zimuje w Afryce Subsaharyjskiej, ale nigdy w Europie.
W Polsce rozpowszechniony, choć występuje nierównomiernie – częściej w południowej i wschodniej części kraju. W pozostałej części kraju spotkać go można głównie w dolinach rzek. Omija jedynie najwyższe partie polskich gór. To nieliczny, a w Wielkopolsce i na Pomorzu bardzo nieliczny ptak lęgowy. Możliwe jednak, że szacowana populacja krajowa jest zaniżona – często trzmielojady są mylnie uznawane za myszołowy. Przylatuje od połowy kwietnia i w maju (najpóźniej na początku czerwca), a odlatuje w sierpniu i wrześniu. Migracja, poprzez większą liczbę ptaków, jest lepiej zauważalna jedynie na Wybrzeżu. W historii ornitologicznych obserwacji znalazły się dni, kiedy w ciągu godziny widziano kilkadziesiąt przelatujących trzmielojadów. Wyjątkowo spotykano go w październiku i listopadzie, ale nigdy zimą.

## Charakterystyka

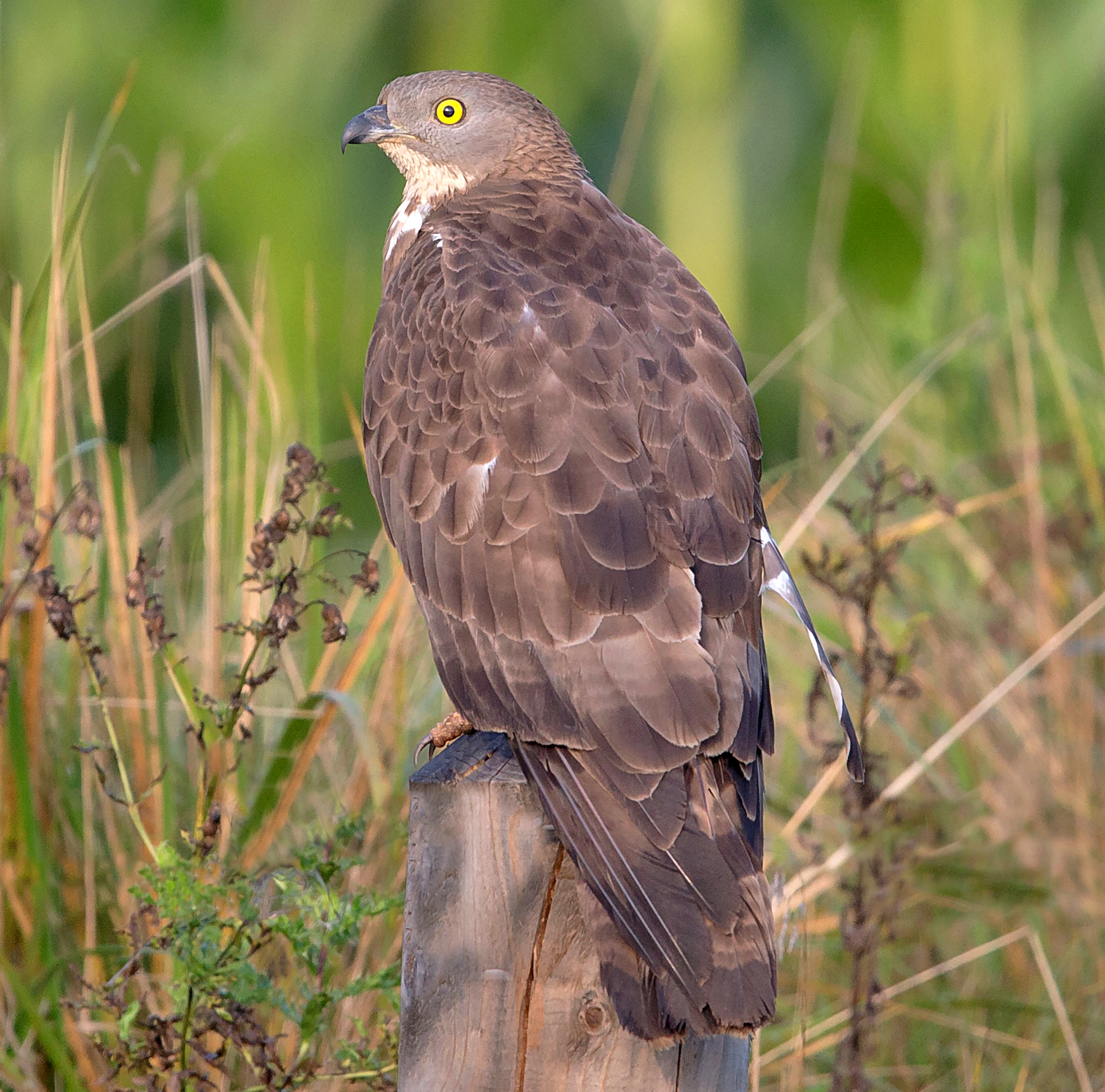
Osobnik dorosły

### Wygląd zewnętrzny

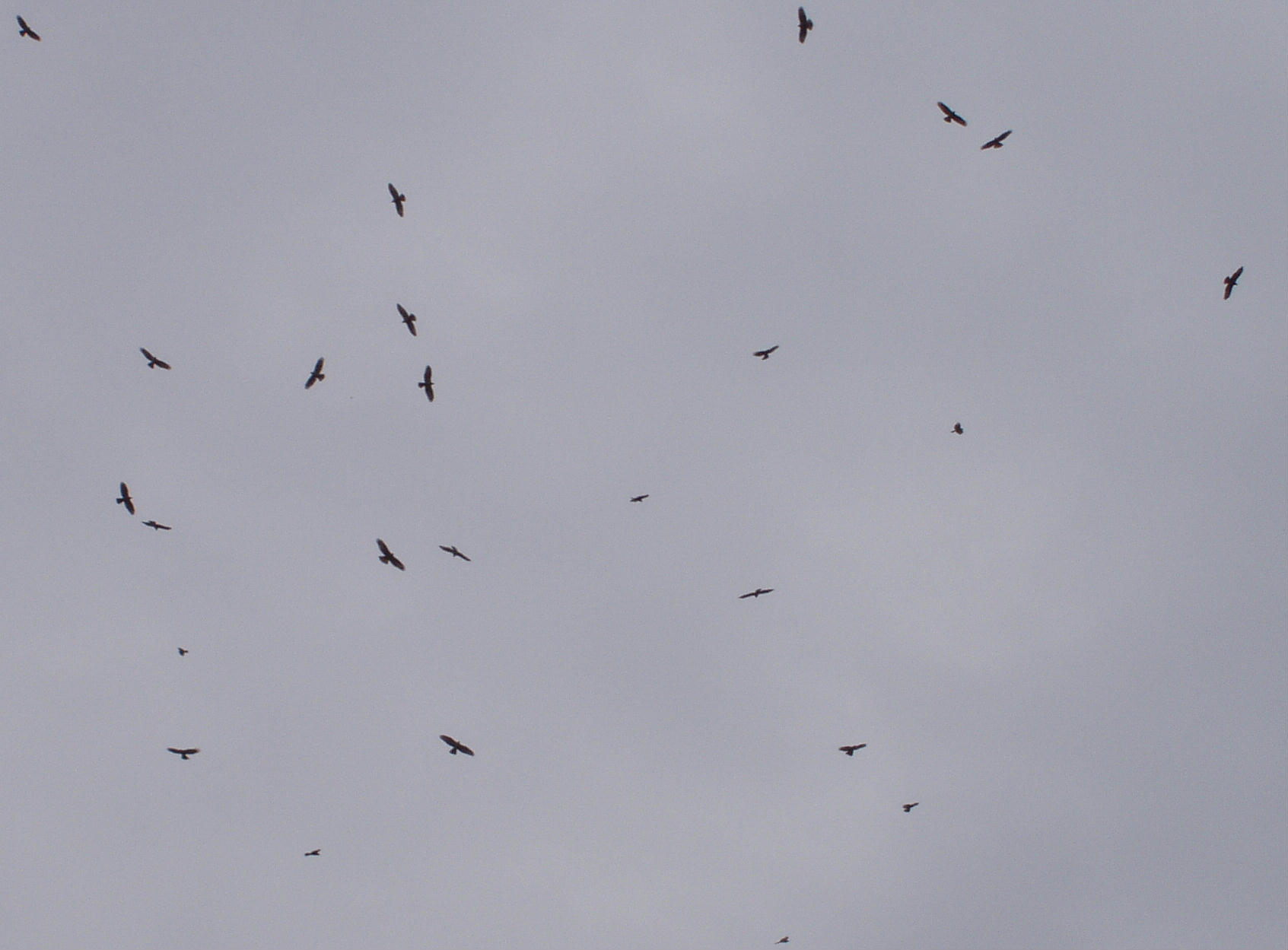
Stado trzmielojadów podczas wiosennej migracji (Pierre-Aiguille, Francja)

Obie płci ubarwione podobnie, ale dorosły samiec ma szarą głowę, a samica jest ciemniejsza, bardziej brązowa. Dorosłe ptaki obu płci oraz ptaki młode różnią się od siebie również wzorem prążkowania na lotkach i sterówkach. Upierzenie bardzo zmienne, od jasnego, śmietankowo-białego po ciemnobrunatne. Spód zawsze jaśniejszy niż grzbiet, mocno prążkowany, a na sterówkach 2–4 wyraźne ciemniejsze, poprzeczne pasy (odróżniające go od bardzo podobnego, choć nie blisko spokrewnionego, myszołowa). Podobne poprzeczne pasy widoczne również na lotkach, a u spodu skrzydeł ciemne plamy nadgarstkowe. Tylny brzeg skrzydeł i ogona zakończony ciemnym pasem. Młode bardziej brązowe, między paskami ogona mają delikatne prążkowanie. Ich oczy są ciemne, mają też żółtą woskówkę ze szczelinowatymi nozdrzami.

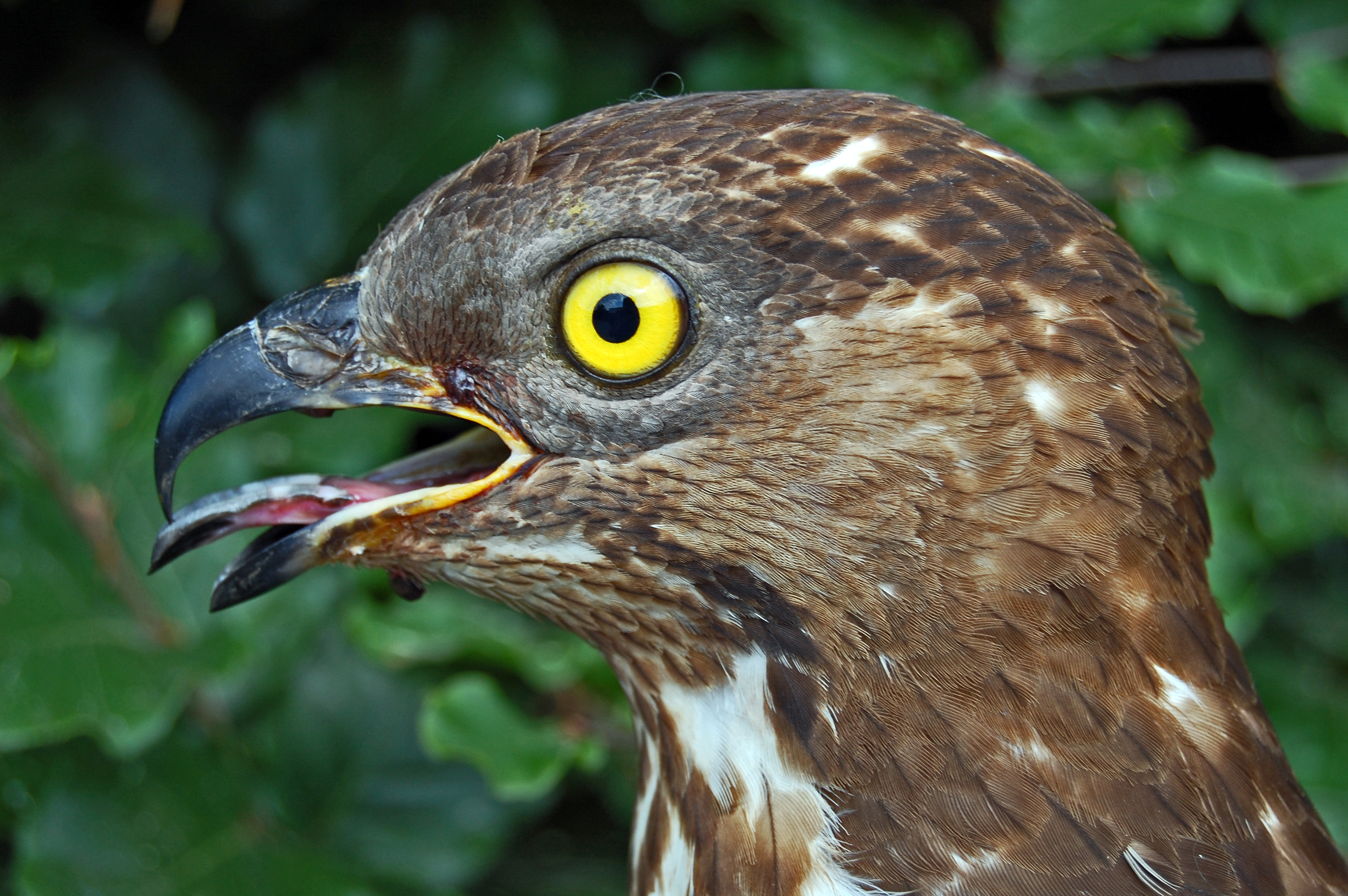
Dorosła samica

Tęczówka oka żółta u dorosłych i ciemna u młodych, dziób czarny. Brak szczecin w pobliżu dzioba, natomiast gęste, sztywne pióra tworzą ochronę przed żądłami owadów. Nogi żółte, palce grube i krótkie, zakończone krótkimi, niezbyt zakrzywionymi szponami. Skok pokryty grubymi tarczkami rogowymi, które chronią przed użądleniami.
Sylwetka w locie: skrzydła długie i szerokie, o nieregularnej krawędzi; głowa niewielka, smukła, klinowata, wysunięta do przodu, podobnie jak u kukułki; ogon długi, wąski u nasady, z zaokrąglonym końcem.

### Rozpoznawanie
Od myszołowa zwyczajnego trzmielojad różni się smuklejszą sylwetką głowy i szyi (upodabniającą go nieco do kukułki), rysunkiem na skrzydłach i dłuższym ogonie z zaokrąglonymi rogami. Na spodzie skrzydła ciemna plama w nadgarstku (podobnie jak u myszołowa włochatego), a na sterówkach znajdują się oddalone od siebie poprzeczne paski (u myszołowa ogon jest równomiernie i gęściej prążkowany, myszołów włochaty ma ogon biały u nasady, z jednym lub kilkoma ciemnymi pasami przy końcu). Głowa jest delikatniejsza, a szyja znacznie węższa od innych ptaków szponiastych. Trzmielojad nie ma popularnego u ptaków drapieżnych nieopierzonego kostnego daszka nad okiem.

### Rozmiary
długość ciała ok. 50–60 cm
rozpiętość skrzydeł ok. 135–160 cm
masa ciała: samiec 440–943 g, samica 360–1050 g

### Głos
Rzadko słyszany; jest to wysokie, żałosne kwilenie „pii-lu”.

### Zachowanie
Lata miękko, uderzenia skrzydeł są głębokie, a głowa i szyja wysunięte wyraźnie do przodu. Szybuje na płaskich, poziomo ustawionych skrzydłach, z końcami zwykle opuszczonymi lub ewentualnie nieznacznie wygiętymi (ale nie uniesionymi w kształcie litery V, jak np. myszołowy). W locie ślizgowym skrzydła są łukowato wygięte, z prostym tylnym brzegiem i mocno do przodu wysuniętymi nadgarstkami. W przeciwieństwie do myszołowa nie zawisa. Skryty, płochliwy, zazwyczaj trudny do zaobserwowania, z wyjątkiem toków, migracji czy przelotu na żerowiska nad lasami. Podczas wędrówek zbiera się w luźne stada do 30 osobników i gromadzi przy morskich cieśninach i na wybrzeżach. Czasem przelatuje samotnie. W okresie tym nie żeruje, ale spala zapasy tłuszczu. Europejskie ptaki lecą albo od strony wschodniej – nad Bosforem – albo od zachodniej – nad Gibraltarem. Natomiast w okresie lęgowym wykazuje silny terytorializm, przez co pary żyją w rozproszeniu.

### Długość życia
Najstarszy odnotowany (zaobrączkowany) trzmielojad dożył wieku 29 lat.

## Środowisko
Różnego rodzaju lasy; preferuje stare, świetliste drzewostany liściaste i mieszane, zwłaszcza przylegające do terenów otwartych, np. polan, łąk, pól, lub poprzecinane zrębami, rzadziej bory. Zamieszkuje zarówno tereny nizinne, jak i pagórkowate czy górskie (z wyjątkiem najwyższych partii gór), w ciepłych rejonach o niskich opadach w środkowych i wysokich szerokościach geograficznych.

## Pożywienie
Socjalne błonkoskrzydłe żądłówki – osy, szerszenie, trzmiele. Obserwuje ruchy tych owadów, dzięki czemu lokalizuje ich gniazda i następnie rozgrzebuje je, żerując nawet przez kilka dni. Może również poszukiwać pokarmu chodząc po ziemi. Wyjada przede wszystkim larwy i poczwarki, sprawnie wygrzebując je nogami z ziemnych gniazd, ale dorosłe osobniki zjadają również imago, odrzucając przed połknięciem odwłok (ostatni segment) zawierający żądło (nie robi tego zawsze, bo w żołądkach znajdowano całe ciała owadów z żądłami). Agresywnie broniące się osy sprawnie wychwytuje, siedząc na pobliskiej gałęzi lub na ziemi. Młode są karmione całymi plastrami z czerwiami z wygrzebanych gniazd owadów, które rozrywa dziobem i pazurami. Może też rabować gniazda os wiszące na drzewie lub znajdujące się w dziupli. Jednak nie łapie lecących pszczół miodnych, ani nie dobiera się do ich larw i poczwarek w ulach.
Czasami, zwłaszcza wiosną, pieszo poluje na jaszczurki, żaby i duże owady, a także podloty drobnych ptaków gniazdujących na ziemi oraz wyjada jaja. Ptaków jednak nie goni w locie. Późnym latem zjada również owoce, w tym jagody. W przenoszeniu całych gniazd os lub plastrów do swojego nadrzewnego gniazda i ich rozgrzebywaniu pomagają mu silne nogi o tępych pazurach. Inną adaptacją są sztywne pióra zapobiegające atakom rozszalałych os – przylegają mocno do ciała. Na kantarku obok dzioba drobne pióra są łuskowato ułożone i tworzą strukturę podobną do pancerza, co chroni przed użądleniem (u innych drapieżnych skóra jest naga lub opierzona szczecinkowatymi piórami). Brakuje mu jednak specjalnych przystosowań do zabijania większych kręgowców. Za pokarmem może oddalać się o parę kilometrów od gniazda, zapuszczając się na tereny otwarte.
W wielu językach, również w polskim, nazwa tego ptaka odnosi się do specjalizacji pokarmowej, czyli do trzmieli, os i pszczół.

## Lęgi

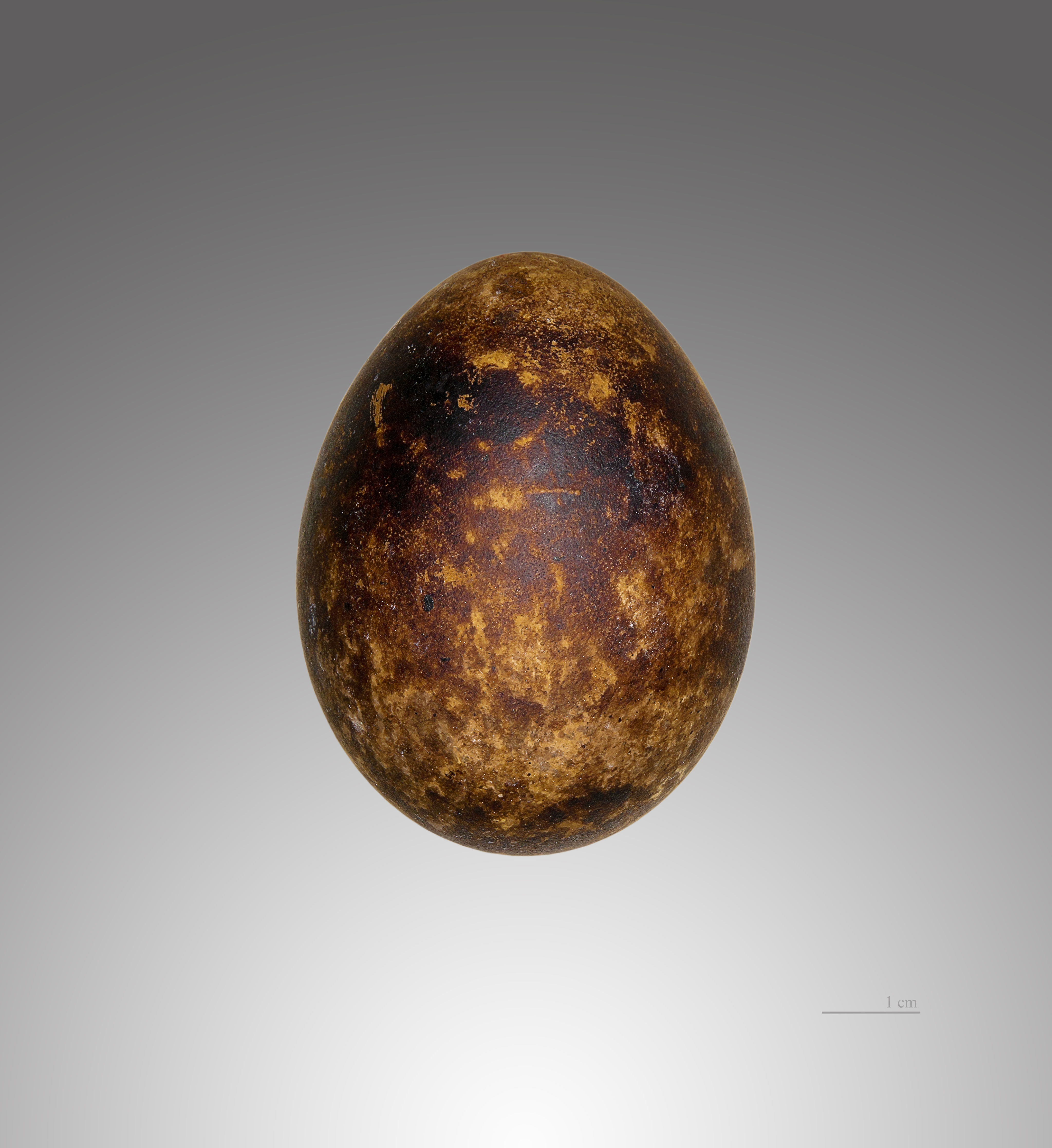
Jajo z kolekcji muzealnej

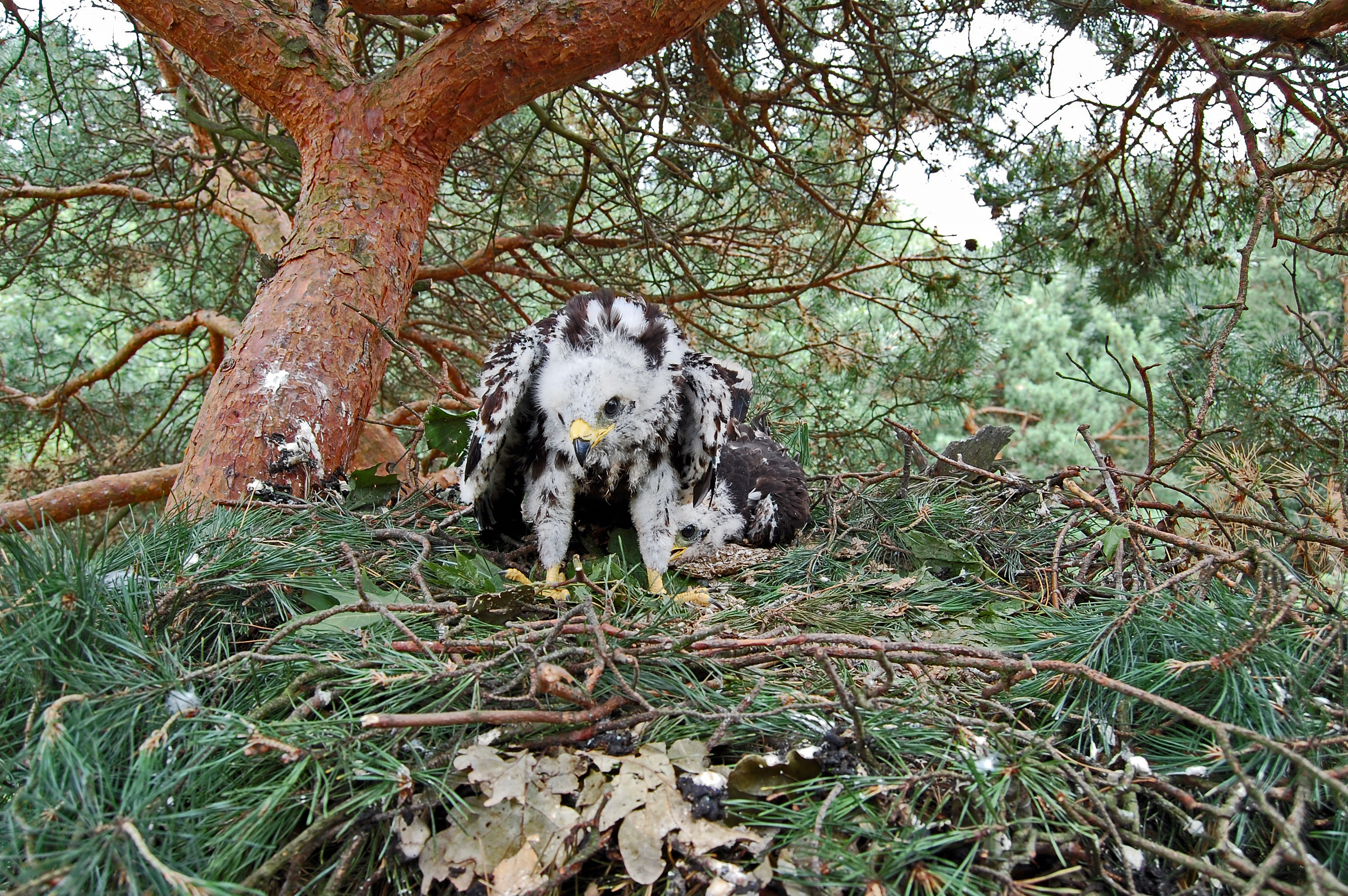
Dwa młode (w wieku 28 i 30 dni) na gnieździe

Wyprowadza jeden lęg w roku na przełomie maja i czerwca.

### Zachowania godowe
Toki rozpoczynają się zaraz po przylocie z zimowisk. W słoneczne, ciepłe dni samce wykonują loty godowe, trzepocząc skrzydłami nad grzbietem, w sposób przypominający lot motyla. Pary są monogamiczne.

### Gniazdo
Na drzewie liściastym lub iglastym na grubej gałęzi lub w rozwidleniu pnia, często na skraju lasu. Zajmuje opuszczone gniazdo innych ptaków drapieżnych (kani, myszołowa, a nawet wrony) lub buduje je samodzielnie. Stosunkowo niewielkie, charakterystycznie obficie obłożone po bokach gałązkami z zielonymi liśćmi brzozy lub osiki. Wyścielone jest trawą i porostami.

### Jaja i wysiadywanie
Samica po powrocie z zimowiska w Afryce składa 1–2 jaja koloru żółtobiałego, niemal całkowicie pokryte rdzawobrązowymi plamami i rozmazami, o średnich wymiarach 50×41 mm i masie 49 g. Drugie jajo składane jest po 3 dniach od złożenia pierwszego. Jaja wysiadywane są przez okres około 30–35 dni przez obydwoje rodziców, choć większy udział w tej czynności ma samica.

### Pisklęta
Po wykluciu samica pozostaje w gnieździe, ogrzewając i chroniąc pisklęta, a samiec przynosi im pokarm. Przy porcjowaniu zdobyczy najpierw rozdziela ją swoim młodym, a potem sama łapczywie rzuca się na plastry i wyjada ich zawartość. Po 2 tygodniach młode potrafią już samodzielnie wydłubać larwy z plastrów, wtedy też samica zaczyna opuszczać gniazdo by polować. W przeciwieństwie do innych ptaków drapieżnych, młode nie wydalają kału poza gniazdo, ale na jego krawędź. Pisklęta opuszczają gniazdo po 40–45 dniach. Po wylocie młode korzystają z opieki rodziców jeszcze przez 14–20 dni – wracając do swego rodzinnego gniazda, gdzie rodzice zostawiają im pokarm. Dojrzałość płciową osiągają prawdopodobnie w 2. lub 3. roku życia.

## Status i ochrona
Międzynarodowa Unia Ochrony Przyrody (IUCN) uznaje trzmielojada za gatunek najmniejszej troski (LC – least concern) nieprzerwanie od 1988 roku. Organizacja BirdLife International w 2015 roku szacowała liczebność europejskiej populacji lęgowej na 118–171 tysięcy par, czyli 235–342 tysiące dorosłych osobników. W oparciu o te dane wyliczono wielkość światowej populacji na około 280–420 tysięcy dorosłych osobników. Globalny trend liczebności populacji uznaje się za spadkowy.
Na terenie Polski gatunek ten jest objęty ścisłą ochroną gatunkową. Na Czerwonej liście ptaków Polski został sklasyfikowany jako gatunek najmniejszej troski (LC). Według szacunków programu Monitoring Ptaków Drapieżnych, w latach 2013–2018 krajowa populacja lęgowa liczyła 3300–4000 par.
Liczebność i zagęszczenie populacji są zmienne z roku na rok, zależnie od dostępności pokarmu (os). Niekorzystnie na jego populacje wpływa budowa monokultur leśnych, jak też zalesianie polan.